# Clerget 9Z
Clerget 9Z byl francouzský letecký vzduchem chlazený rotační motor, vyráběný během 1. světové války. Vyráběl se v licenci i ve Velké Británii. Používal se u mnoha letadel států Trojdohody. Jeho konstrukce umožňovala montáž motoru v konfiguraci s tlačnou i tažnou vrtulí. 

## Clerget 9Z
- Výroba od roku: 1916

- Vzduchem chlazený čtyřdobý rotační hvězdicový devítiválec
- Vrtání válce: 120 mm
- Zdvih pístu: 160 mm
- Zdvihový objem motoru: 16,286 litru
- Kompresní poměr: 4,36
- Hmotnost: 166 kg
- Výkon: 110 k (80,9 kW) při 1200 ot/min.